# Okręg wyborczy województwo ostrołęckie do Senatu Rzeczypospolitej Polskiej
Okręg wyborczy województwo ostrołęckie do Senatu Rzeczypospolitej Polskiej obejmował w latach 1989–2001 obszar województwa ostrołęckiego. Wybierano w nim 2 senatorów, przy czym w latach 1989–1991 obowiązywała zasada większości bezwzględnej, zaś w latach 1991–2001 większości względnej.
Powstał w 1989 wraz z przywróceniem instytucji Senatu. Zniesiony został w 2001, na jego obszarze utworzono nowe okręgi: nr 17, 19 i 34.
Siedzibą okręgowej komisji wyborczej była Ostrołęka.

## Reprezentanci okręgu
| Rok  | Senator komitet wyborczy                     | Senator komitet wyborczy | Senator komitet wyborczy                     | Senator komitet wyborczy                     |
| ---- | -------------------------------------------- | --- | -------------------------------------------- | -------------------------------------------- |
| 1989 |                                              | Henryk Wilk |                                              | Jan Chodkowski Porozumienie Ludowe (1991)    |
| 1991 |                                              | Wiesław Perzanowski Wyborcza Akcja Katolicka                                                                                        |                                              | Jan Chodkowski Porozumienie Ludowe (1991)    |
| 1993 |                                              | Jadwiga Stokarska Niezależny Samorządny Związek Zawodowy Rolników Indywidualnych „Solidarność” (1993) KW Jadwigi Stokarskiej (1997) |                                              | Stanisław Ceberek Polskie Stronnictwo Ludowe |
| 1997 |                                              | Jadwiga Stokarska Niezależny Samorządny Związek Zawodowy Rolników Indywidualnych „Solidarność” (1993) KW Jadwigi Stokarskiej (1997) |                                              | Jan Chodkowski Akcja Wyborcza Solidarność    |
| 2001 | okręg zniesiony, patrz okręgi nr 17, 19 i 34 | okręg zniesiony, patrz okręgi nr 17, 19 i 34                                                                                        | okręg zniesiony, patrz okręgi nr 17, 19 i 34 | okręg zniesiony, patrz okręgi nr 17, 19 i 34 |

## Wyniki wyborów
Symbolem „●” oznaczono senatorów ubiegających się o reelekcję.

### Wybory parlamentarne 1989
| Kandydat                                                          | Głosów | %     |
| ----------------------------------------------------------------- | ------ | ----- |
| Henryk Wilk                                                       | 95 067 | 67,02 |
| Jan Chodkowski                                                    | 59 420 | 63,04 |
| Stanisław Ceberek                                                 | 25 053 | 17,66 |
| Adam Świderski                                                    | 23 846 | 16,81 |
| Tadeusz Stupiński                                                 | 86675  | 6,11  |
| Marian Głażewski                                                  | 5622   | 3,96  |
| Liczba głosów ważnych: 141 853 Źródło: Państwowa Komisja Wyborcza |        |       |

### Wybory parlamentarne 1991
| Kandydat                                              | Kandydat                 | Komitet wyborczy                                     | Głosów |
| ----------------------------------------------------- | ------------------------ | ---------------------------------------------------- | ------ |
|                                                       | Wiesław Perzanowski      | Wyborcza Akcja Katolicka                             | 24 666 |
|                                                       | Jan Chodkowski●          | Porozumienie Ludowe                                  | 19 804 |
|                                                       | Antoni Nol               | Niezależny Samorządny Związek Zawodowy „Solidarność” | 19 147 |
|                                                       | Stanisław Ceberek        | Polskie Stronnictwo Ludowe Sojusz Programowy         | 13 904 |
|                                                       | Władysław Krzyżanowski   | Społeczny KW                                         | 10 318 |
|                                                       | Henryk Dykty             | Porozumienie Obywatelskie Centrum                    | 9513   |
|                                                       | Michał Kurek             | Polskie Stronnictwo Ludowe Sojusz Programowy         | 9380   |
|                                                       | Barbara Tanianis-Bielska | Unia Demokratyczna                                   | 9208   |
|                                                       | Chwalisław Mańko         | Sojusz Lewicy Demokratycznej                         | 9126   |
|                                                       | Kazimierz Parszewski     | Sojusz Lewicy Demokratycznej                         | 8955   |
|                                                       | Stanisław Goś            | KW Niezależnych Rolników, Robotników i Inteligencji  | 8665   |
|                                                       | Tadeusz Gołębiewski      | Porozumienie Obywatelskie Centrum                    | 8260   |
|                                                       | Mariusz Bondarczuk       | Towarzystwo Przyjaciół Ziemi Przasnyskiej            | 5998   |
|                                                       | Zbigniew Popławski       | KW Wyborców Gmin Kurpiowskich                        | 5756   |
|                                                       | Józef Gauze              | Stronnictwo Demokratyczne                            | 3511   |
| Frekwencja: 34,95% Źródło: Państwowa Komisja Wyborcza |                          |                                                      |        |

### Wybory parlamentarne 1993
| Kandydat                                              | Kandydat              | Komitet wyborczy                                                             | Głosów |
| ----------------------------------------------------- | --------------------- | ---------------------------------------------------------------------------- | ------ |
|                                                       | Stanisław Ceberek     | Polskie Stronnictwo Ludowe                                                   | 39 089 |
|                                                       | Jadwiga Stokarska     | Niezależny Samorządny Związek Zawodowy Rolników Indywidualnych „Solidarność” | 33 682 |
|                                                       | Janusz Gołota         | Sojusz Lewicy Demokratycznej                                                 | 23 969 |
|                                                       | Kazimierz Maciejewski | Sojusz Lewicy Demokratycznej                                                 | 19 028 |
|                                                       | Jacenty Frankowski    | KW „TERAZ KURPIE”                                                            | 15 650 |
|                                                       | Wiesław Perzanowski●  | Zjednoczenie Chrześcijańsko-Narodowe                                         | 15 519 |
|                                                       | Henryk Dykty          | Związek Komitetów Obywatelskich Województwa Ostrołęckiego                    | 14 243 |
|                                                       | Jan Chodkowski●       | Konwencja Polska                                                             | 14 089 |
|                                                       | Stanisław Podmostko   | Unia Demokratyczna                                                           | 12 631 |
|                                                       | Bogusław Dobosiewicz  | Konfederacja Polski Niepodległej                                             | 12 549 |
|                                                       | Bronisław Angielczyk  | Wojewódzki KW Polskiego Związku Działkowców „Działkowiec” w Ostrołęce        | 12 274 |
|                                                       | Wiesław Piaściński    | Stronnictwo Demokratyczne                                                    | 7116   |
| Frekwencja: 45,91% Źródło: Państwowa Komisja Wyborcza |                       |                                                                              |        |

### Wybory parlamentarne 1997
| Kandydat                                              | Kandydat             | Komitet wyborczy                                                     | Głosów |
| ----------------------------------------------------- | -------------------- | -------------------------------------------------------------------- | ------ |
|                                                       | Jan Chodkowski       | Akcja Wyborcza Solidarność                                           | 37 689 |
|                                                       | Jadwiga Stokarska●   | KW Jadwigi Stokarskiej                                               | 30 126 |
|                                                       | Jerzy Dobek          | Polskie Stronnictwo Ludowe                                           | 20 649 |
|                                                       | Paweł Tarnacki       | Ruch Odbudowy Polski                                                 | 17 732 |
|                                                       | Jan Karpiński        | Sojusz Lewicy Demokratycznej                                         | 15 657 |
|                                                       | Bronisław Angielczyk | Sojusz Lewicy Demokratycznej                                         | 15 052 |
|                                                       | Stanisław Ceberek●   | Kurpiowski KW                                                        | 13 455 |
|                                                       | Ryszard Załuska      | Niezależny KW Ryszarda Władysława Załuski                            | 12 980 |
|                                                       | Urszula Kaczmarczyk  | Unia Wolności                                                        | 11 855 |
|                                                       | Roman Nowicki        | KW Romana Nowickiego                                                 | 8755   |
|                                                       | Sabina Nasiadka      | Polskie Stronnictwo Ludowe                                           | 8456   |
|                                                       | Jacenty Frankowski   | Niezależny KW Region Mazowiecko-Kurpiowski                           | 5934   |
|                                                       | Mirosław Boruc       | Niezależny KW Ziemi Rejonu Wyszków - Ostrów Maz.                     | 5107   |
|                                                       | Teresa Eychler       | Niezależny KW „JUTRO”                                                | 4529   |
|                                                       | Stanisław Dawidczyk  | Towarzystwo Społeczno-Kulturalnego im. Aleksandra Kopcia w Baranowie | 4218   |
|                                                       | Jan Boguski          | KW -”Polska”                                                         | 2913   |
| Frekwencja: 42,23% Źródło: Państwowa Komisja Wyborcza |                      |                                                                      |        |